# Роджерс, Шугар
Та’Шона «Шугар» Роджерс (англ. Ta'Shauna "Sugar" Rodgers; род. 8 декабря 1989 года, Саффолк, Виргиния, США) — американская профессиональная баскетболистка, выступавшая в женской национальной баскетбольной ассоциации за команду «Лас-Вегас Эйсес». Была выбрана на драфте ВНБА 2013 года во втором раунде под общим 14-м номером клубом «Миннесота Линкс». Играла на позиции атакующего защитника.

## Ранние годы
Шугар Роджерс родилась 8 декабря 1989 года в городе Саффолк (Виргиния) в семье Барбары Мей Роджерс и Оскара Аллена Сондерса, у неё есть старший брат, Дешон, училась там же в средней школе Кингс-Форк, в которой выступала за местную баскетбольную команду.